# Alfonso Reyes
Alfonso Reyes Cabanas (ur. 19 września 1971 w Kordobie) – hiszpański koszykarz, występujący na pozycji środkowego, olimpijczyk, dwukrotny wicemistrz Europy (1999, 2003).
Jego młodszy brat – Felipe Reyes jest zawodowym koszykarzem, reprezentantem Hiszpanii.

## Osiągnięcia
Na podstawie, o ile nie zaznaczono inaczej.

### Drużynowe
- Wicemistrz:
  - Eurocup (2004)
  - Hiszpanii (1995)
- 4. miejsce w Eurolidze (1992)
- Zdobywca:
  - Pucharu Hiszpanii (Pucharu Króla) (1992, 2000)
- Finalista:
  - Pucharu Koracia (1999)
  - Pucharu Hiszpanii (1991)
- 3. miejsce w:
  - Pucharze Koracia (2000)
  - Pucharze Króla Hiszpanii (2002)
- Mistrz:
  - Hiszpanii Juniorów (1989)
  - turnieju Junior de Hospitalet (1989)

### Indywidualne
- MVP:
  - Pucharu Hiszpanii (2000)
  - meczu gwiazd ACB (1998, 2001)
  - miesiąca ACB (wrzesień 1996, grudzień 2001)
  - tygodnia ACB (19. kolejki – 1994/95, 4 – 1995/96, 2, 3 – 1996/97, 10, 25 – 1998/99, 9, 12 – 1999/2000, 10,11 – 2001/02)
  - turnieju Junior de Hospitalet (1989)
- 6-krotny uczestnik meczu gwiazd ACB (1995, 1996, 1998, 1999, 2 x 2001)

### Reprezentacja
- Wicemistrz Europy (1999, 2003)
- Brązowy medalista:
  - mistrzostw Europy (2001)
  - mistrzostw Europy U–18 (1990)
- Uczestnik:
  - igrzysk olimpijskich (2000 – 9. miejsce)
  - mistrzostw świata (1998  – 5. miejsce, 2002 – 5. miejsce)
  - mistrzostw Europy (1995 – 6. miejsce, 1997 – 5. miejsce, 1999, 2001, 2003)
  - mistrzostw świata U–22 (1993 – 7. miejsce)
  - mistrzostw świata U–19 (1991 – 6. miejsce)